# 지능형 센서
지능형 센서(Intelligent sensor)는 적절한 입력(빛, 열, 소리, 동작, 터치 등)을 감지할 때 미리 정의된 작업을 수행하는 센서이다.

## 설명
센서는 다음 작업을 수행해야 한다.
- 디지털 신호를 준다.
- 신호를 전달할 수 있어야 한다.
- 논리적 기능과 명령을 실행할 수 있다.

## 지능형 센서의 구성요소
- 1차 감지 요소
- 여기 제어
- 확대
- 아날로그 필터링
- 데이터 변환
- 보상
- 디지털정보처리
- 디지털 통신 처리

## 기술적 역량
작업은 마이크로프로세서에 의해 수행되므로 센서와 마이크로프로세서를 혼합한 모든 장치를 일반적으로 지능형 센서라고 한다.
지능형 센서로 인정받으려면 센서와 프로세서가 동일한 물리적 장치의 일부여야 한다. 처리되지 않은 신호를 감지하여 일부 작업을 수행하는 외부 시스템에 보내는 기능만 있는 센서는 지능적인 것으로 간주되지 않는다.

## 같이 보기
- 실시간 위치추적 서비스
- 사물인터넷